# Croix-lez-Rouveroy
 (juin 2017).
Si vous disposez d'ouvrages ou d'articles de référence ou si vous connaissez des sites web de qualité traitant du thème abordé ici, merci de compléter l'article en donnant les références utiles à sa vérifiabilité et en les liant à la section « Notes et références ».
Croix-lez-Rouveroy est un village de la commune d'Estinnes, située dans la province de Hainaut, en Région wallonne de Belgique. C'était une commune à part entière avant la fusion des communes de 1977.

## Étymologie
L'appellation "Li Croiz" apparaît déjà dans le polyptyque des biens de l'abbaye de Lobbes sous Lothaire II, vers 868.
Au XVIIe siècle, un chanoine anonyme de Bonne-Espérance, qui écrit entre 1668 et 1671, attribue la fondation de son abbaye à Guillaume de la Croix[réf. nécessaire].
Au XVIIIe siècle, on découvre "de la Croix" dans un registre baptismal. On trouve encore "La Croix" à la même époque : une liasse de devoirs du fief de la baronnie de Saint Feuillien et Croix, de 1700 à 1702, reposant au dépôt des Archives de l'État à Mons, porte comme titre: "Exécution du fief du Lombard à la Croix".
Enfin, un graduel, imprimé en 1712 et conservé au presbytère de Croix est écrit à l'encre sur le titre: "A l'usage de l'église de la Croix".
Le 11 juillet 1719, on se met à faire usage de la forme francisée "de la Croix" pour reprendre "del Croix" le 12 août 1719. Enfin, le 11 janvier 1723, est adoptée la forme "de le Croix".
Croix lez Rouveroy (Rouveroy, anciennement Rouvroir - Roborarium) apparaît en 1660 mais uniquement sur le titre du vieux registre baptismal cité plus haut. "Lez" ou "delez", en vieux français, équivaut alors à "proche de" et indique la situation géographique du village, telle qu'elle fut mentionnée sur une nomination des membres du conseil de fabrique de Croix par monseigneur Hirn, le 31 décembre 1810. Comme Rouveroy est situé sur la route de Mons-Beaumont, on sest servi du nom "Rouveroy" pour mieux repérer Croix qui est en retrait de cette route. (voir aussi Péronnes-lez-Binche).
Croix-lez-Rouveroy avec traits d'union fut employé pour la première fois le 7 avril 1833; il n'est cependant usité que très rarement sauf dans les pièces officielles. D'ordinaire, on préfère user du simple "Croix", sans article ni adjonction, vocable que l'on trouve pour la première fois sous la plume du curé Isbèque, le 16 juillet 1849.
"À la Croix" est la traduction littérale du latin "ad crucem". L'usage de la préposition "à" se rencontre déjà au Ve siècle, à l'époque ou le pape saint Léon établit les "stations liturgiques" comme en témoigne encore notre missel. Par exemple "statio ad mariam majorem". "Ad" était donc la préposition employée à l'époque chrétienne où les habitations étaient jointes au sanctuaire et non le sanctuaire aux habitations.
En tirant leurs pièces "Ad crucem", les curés de Croix témoignaient du passé chrétien de leur paroisse, serrée contre la Croix et faisaient mémoire de son premier sanctuaire, un oratoire dédié à la croix et bâti au VIe siècle, affirme Chotin sinon plus tôt. Cet édifice fut remplacé, grâce aux soins des curés de Croix, qui étaient chanoines de Bonne-Espérance dévoués à Notre-Dame, par une église dédiée à la sainte Vierge et qui s'appela "Beata Virgo" ou "Sancta Maria ad crucem", Notre-Dame à la Croix.
En 1177, avec sept autres, "l'autel", c'est-à-dire la paroisse de Croix fut donnée à l'abbaye de Bonne-Espérance par Hugues de Harveng et son frère Robert, avec l'approbation d'Alard, évêque de Cambrai.
Mais cinquante ans plus tard, en 1222, Godefroy, nouvel évêque de Cambrai, contesta à Bonne-Espérance les huit cures de donation d'Harveng. Pour mettre fin à ce différend, Guillaume, archevêque de Reims, par une sentence du 30 décembre 1224, décida que l'évêque de Cambrai ne garderait que quatre "autels", parmi lesquels figurerait Croix.
Au civil, "La Croix" appartenait au comté du Hainaut et à la prévôté de Binche; au spirituel, elle releva du diocèse de Cambrai jusqu'en 1801, année de la nouvelle délimitation du diocèse de Tournai. Les décimateurs étaient l'archevêque de Cambrai, les abbayes de Bonne-Espérance, d'Haumont et de Lobbes ainsi que le chapitre de Sainte-Aldegonde à Maubeuge.

## Évolution démographique
- Sources : INS, Rem. : 1831 jusqu'en 1970 = recensements, 1976 = nombre d'habitants au 31 décembre.

## Histoire

### Éléments d'histoire

#### Raynard de Croix
Croix est célèbre par un de ses seigneurs: Raynard de Croix.
Declèves écrit à son sujet : "A la voix de Pierre l'Ermite, il avait pris la croix, traversé les mers et combattu sous la conduite de Godefroid de Bouillon pour conquérir la ville sainte. Hélas, peu après, son fils Guillaume, conquis par l'hérésie de Tanchelin, mettant en doute la présence réelle de Jésus-Christ dans l'hostie consacrée, dut fuir et partir pour Anvers. Saint Norbert, qui venait de fonder l'abbaye de Prémontré, prêchait justement à Anvers contre l'hérésiarque: son éloquence et sa foi convertirent Guillaume.
En reconnaissance, les parents de Guillaume, Raynard de Croix et son épouse Béatrice firent don à saint Norbert de grands biens qui servirent à établir et à doter la toute jeune abbaye de Bonne-Espérance.
Les chartes originales de cette donation, rédigées en 1127 et 1131, sont conservées au dépôt des Archives de l'État à Mons. Entre 1125 et 1127, saint Norbert, envoya, pour fonder l'abbaye de Bonne-Espérance, le bienheureux Odon, avec quelques chanoines de Prémontré. Parmi eux, Guillaume, qui avait entre-temps pris l'habit canonial et qui mourra diacre à Bonne-Espérance.

## Patrimoine et culture

### Patrimoine architectural

#### L'église Notre-Dame-à-la-Croix

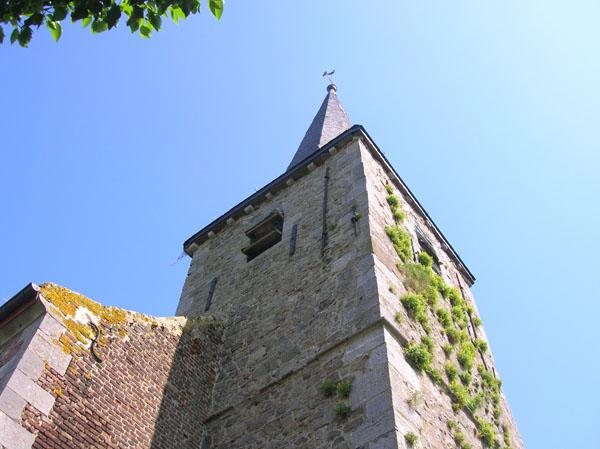
La tour-clocher est plus ancienne que l'église même.

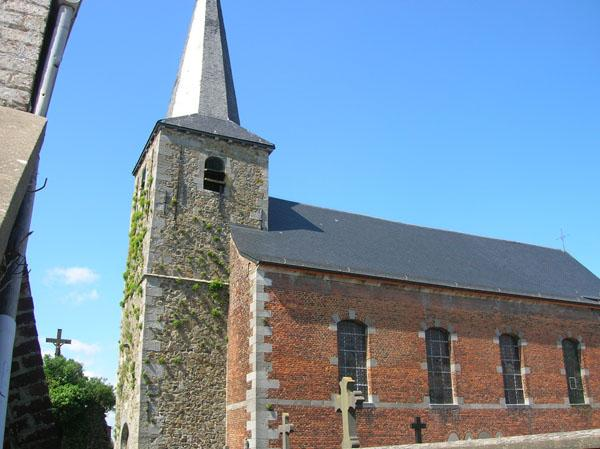
Vue générale de l'église.

L'église actuelle fut achevée le 23 mai 1782. Sur sa tour, deux dates figurent : 1726 et 1930. La première est celle d'une restauration de la tour; la seconde, celle de la restauration de l'église.

#### Le château
Les derniers seigneurs qui ont habité le château furent le comte et la comtesse de Bousies et leur fille. Le comte et sa fille moururent les premiers. La comtesse en conçut un tel chagrin qu'elle s'enferma dans son château, portes et fenêtres closes, avec défense aux domestiques de laisser entrer quiconque, même dans la cour.
Voici les quelques renseignements familiaux que nous avons pu lire sur les pierres tombales, scellées dans le mur de la sacristie (le caveau se trouve dans la crypte, juste en dessous).
- Lydie Victoire Hyacinthe de Bousies, décédée le 27 mai 182, âgée de six ans.
- Ferdinand Louis, comte de Bousies, né à Mons le 18 février 1787, décédé à Croix le 23 août 1855.
- Anne Charlotte Ghislaine, comtesse d'Auxy de Fouleng, née à Mons, le 13 mai 1787, décédée à Croix, le 1er mai 1876.

Façade arrière du château La fortune de cette dernière passa à différents membres de la famille, parmi lesquels les Bousies de Rouveroy, qui ne vinrent jamais habiter le château. Le dernier régisseur de la maison fut en même temps greffier de la Justice de Paix à Merbes-le-Château. Il était natif de Croix, neveu de monsieur Etienne, ancien instituteur et clerc paroissial.
Le 23 novembre 1884, Camille Dujardin, propriétaire à Croix, accorda à Monsieur l'abbé Stiévenart, curé de Croix depuis 1863, l'usage du château pour y établir un hospice, à raison de 450 frs l'an. Ce home fut tenu par les religieuses de Notre-Dame du Bon et Perpétuel Secours mais, en 1888, l'autorité supérieure décida le transfert de monsieur Stiévenart et de son hospice dans la commune d'Ellezelles. Les 10 et 11 octobre 1888, les sœurs s'y établirent avec quarante-huit personnes et tout leur mobilier.
Cours de couture Entre-temps, la comtesse de Bousies de Rouveroy, à plusieurs reprises, supplia l'abbé Stiévenart de revenir à Croix: elle avait même acheté le château, voulant en offrir gracieusement l'usage au curé et aux religieuses qui viendraient y rouvrir un hospice.
Malheureusement son beau rêve n'était pas réalisable et le saint homme pria la comtesse de ne plus insister.
Plus tard, le château fut habité par les ursulines d'Amiens, venues se réfugier à Croix; elles agrandirent magnifiquement le bâtiment pour en faire un pensionnat modèle mais, au début de la guerre de 1914, elle durent regagner précipitamment la France. Les "Croisiers" perdirent la tout espoir d'encore voir revenir des religieuses car le château, abandonné, fut abattu par la suite.

#### Ferme de la Cour
Datée de 1750.

#### Chapelle Notre-Dame de l'Assomption
Construite en 1636 et restaurée en 1930.

#### Ferme d'Haubreu
Datée du XVIIe siècle et remaniée et agrandie au XVIIIe siècle.